# Vilar de Monsenh Ancel
Vilar de Monsenh Ancel (en francès Villar-Saint-Anselme) és un municipi francès situat al departament de l'Aude i a la regió d'Occitània.